# Pello Varela
Pello Varela Febrero (Vitoria, Álava, 10 de noviembre de 1960) es un director y guionista de cine español.

## Biografía
Comenzó su carrera en el ámbito de los documentales, recibiendo en esta su primera etapa diversas nominaciones y premios, así como el Premio Cine Vasco Ciudad de Vitoria, el Premio Especial Diputación y la Mención Especial Certamen de Zestoa. Sin embargo, al año siguiente, dirigió su primer cortometraje junto al actor Txema Blasco (Coja usted al siguiente,1986), el cual fue seleccionado en la XXVI edición del Festival Internacional de Cine de San Sebastián, en Alcalá de Henares y en IMAGFIC. Continuó su labor como director de cortometrajes en los años que precedieron a ese, ayudado por Txema Blasco y Rafa Martín en alguno de ellos.
En 2004 tiene la oportunidad de trabajar con el escritor Bernardo Atxaga, llevando a la gran pantalla uno de sus cuentos. Este cortometraje le permitirá acudir al Festival de Cine de Lequeitio, en el cual recibirá dos de los premios otorgados.
En 2007 dirige una adaptación de un cuento de Azorín, Badaezpada: El vecino afectuoso, en el cual participan dos de los actores con los que más relación ha tenido en su carrera cinematográfica, Rafa Martín y Txema Blasco. El cortometraje será seleccionado en New York International Independent Film and Video Festival. Este mismo año, toma parte en la producción de un cortometraje del escritor vasco Bertol Arrieta, Itsaso urdin bertikala. 
Su último trabajo, Leon apaizaren eskarmentua (2011), que narra los problemas de un cura vasco a causa de su credulidad, ha sido seleccionado en el Festival de Cine Vasco de Lequeitio, en la XV edición del Festival de Cortometrajes Cortada de Vitoria y en la II edición del Festifal, festival de cortos de temática rural de Teruel.
Asimismo, ha sido miembro de la Junta de la Sección de Cine de Diputación hasta 1984, meritorio en el rodaje de Tasio de Montxo Armendáriz, crítico del Correo en 1993, colaborador de cine del periódico Gara en el 2000, y enviado especial por Gara en la XXXVII edición del Festival Internacional de Cine de San Sebastián; y organizó las cinco primeras ediciones de la Semana de Cine Vasco de la CAM. De la misma manera, fue presidente del cine Andra Mari de Araya y uno de los fundadores en 1999 del Taller de Imagen Apota de Araya.
Actualmente es coordinador del Premio Caja Vital-Taller Apota de guiones, y trabaja en cortometrajes, y proyectos para largometrajes junto a su productora asociada, Bitart New Media.

## Filmografía
- 1984 - Trikuharriak.
- 1985 – Escobero de Narbaiza.
- 1986 - Coja usted al siguiente.
- 1987 - Azpiko Gizona.
- 1988 - Dos en Raya.
- 2001 - Araia Gogoan.
- 2004 - Aitona Martin eta biok.

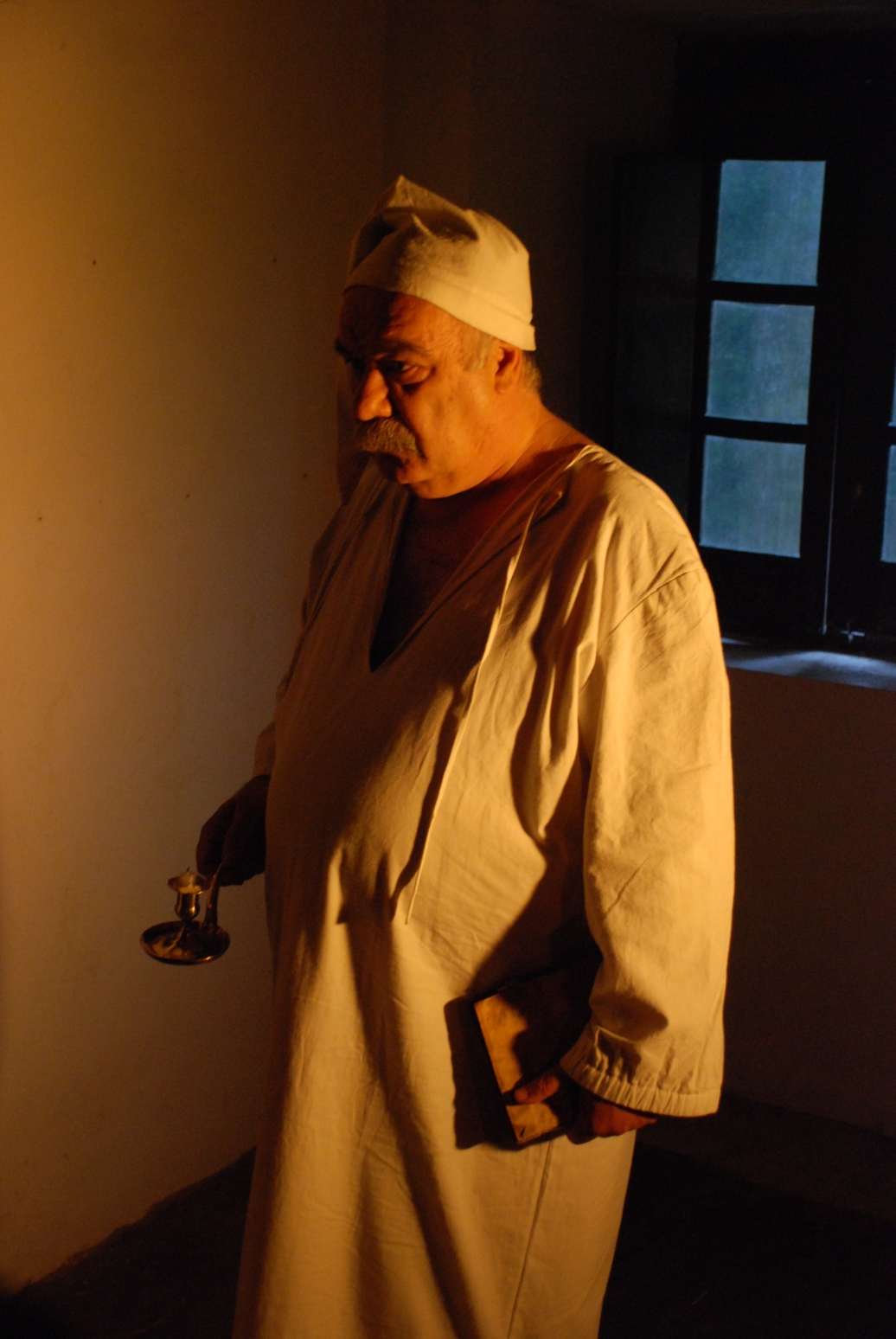
Actuación del actor madrileño Rafa Martín en la película Badaezpada: El vecino afectuoso de Pello Varela, rodada en 2007

- 2007 - Badaezpada: El vecino afectuoso.
- 2009 – Firin Faran Euskal Herrian.
- 2011 – Leon apaizaren eskarmentua.
- 2011 - Amaia eta Hiriak.
- 2011 - Araia TX.
- 2011 - Euskal Ezkontza.
- 2012 - Irene hondartzara doa.
- 2015 - La ruleta rusa. Cortometraje realizado para el Día de los Derechos Humanos en colaboración con Amnistía Internacional.

## Guiones
- 1984 - Trikuharriak.
- 1985 – Escobero de Narbaiza.
- 1986 - Coja usted al siguiente.
- 1987 - Azpiko Gizona.
- 1988 - Dos en Raya.
- 1989 - Doce guiones de la serie Ikusmira para EITB, que quedaron sin realizar.
- 1990 - Sinopsis y capítulos piloto para Tesauro de la serie El maravilloso mundo de Tom.
- 1991 - Ciudad Interior.
- 2004 - Aitona Martin eta biok.
- 2007 - Badaezpada: El vecino afectuoso.
- 2008 - Silverio Landa, detective bilbaíno. Tv movie de dos capítulos.
- 2009 - Lagun zoriontsu baten istorioa. Guion escrito junto a Bernardo Atxaga.
- 2010 – Benjamín de Tudela, viajero del tiempo. Guion de largometraje.
- 2011 - Lázaro Forever.
- 2011 – Leon apaizaren eskarmentua.
- 2012 – Irene hondartzara doa.
- 2015 - La ruleta rusa.

## Videoclips
- 2002 - Zaldiak Hartuta. Videoclip del cantautor Mikel Telleria. Emitido en  Eklipse de EITB y difundido en la Feria de Durango.
- 2006 – Segizu Irauten. Videoclip del grupo de rock Gartzen. Emitido en el programa Eklipse de EITB.

## Spot publicitarios
- 2011 - Horma Rocodromos.

## Frecuentes Colaboradores
- Txema Blasco
- Rafa Martín
- Pedro Otaegi